# Дацит

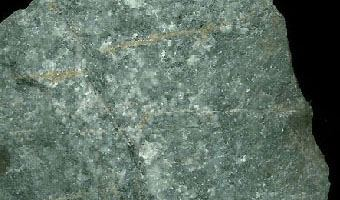
Дацит

Даци́т (рос. дацит, англ. dacite, нім. Dazit m) — кисла магматична, переважно виливна гірська порода. 

## Етимологія та історія
Назва «Дацит» походить від колишньої Римської провінції Дакія, яка лежала між річкою Дунай і Карпатськими горами (тепер сучасні Румунія та Молдова).
Цю назву вперше використав у 1863 році австрійські геологи Франц фон Хауер і Гвідо Стахе у своїй науковій роботі «Геологія Трансільванії». Вони посилалися на опис гірської породи, опублікований того ж року німецьким геологом Фердинандом Ціркелем у звітах Австрійської академії наук у Відні.

## Загальний опис
Середній хімічний дациту склад: SiO2 65-68 %, TiO2 0,5-0,8 %, Al2O3 13-16 %, Fe2O3 1-2,5 %, FeO 0,5-4 %, MgO 0,5-3 %, CaO 2-4 %, Na2O 2-4 %, K2O 1-3,5 %.
Міцність на стиснення дациту 100–150 МПа. Густина 2650 кг/м³; модуль Юнга 34-76 ГПа; коефіцієнт Пуассона 0,27-0,8.
Гірська порода світло-сіра, зеленувато-сіра, рідше темно-сіра порфірова або афірова. Дацит рогової обманки та біотитовий дацит переважно сірого, коричневого або жовтуватого кольору. Авгіт-дацит і енстатит-дацит темного кольору.
Окрім вкраплень із властивим їм характерним кольором, за остаточне забарвлення відповідають тонкорозподілені пігментні мінерали, такі як гематит, гетит та хлорит.
Дацит містить у вкраплениках плагіоклаз (різко зональний андезин), рідше калієво-натрієвий польовий шпат, іноді кварц і темнокольорові мінерали — амфібол, моноклінний або ромбічний піроксен, біотит. Рудний мінерал — магнетит, акцесорні — апатит, рідше — циркон, титаніт, гранат, кордієрит. Склуватий.

## Поширення
Дацит є відносно поширеним і зустрічається в різних тектонічних і магматичних контекстах. Дацит утворює куполи, дайки, лаколіти. Часто асоціюються з андезитами та трахітами. З дацитом асоціюють колчеданово-поліметалічні родовища. 
Є в океанічних вулканічних серіях, у карбонатно-лужних і толеїтових вулканічних серіях зон субдукції острівних дуг і активних континентальних околиць. Прикладами дацитового магматизму в острівних дугах є Японія, Філіппіни, Алеутські острови, Антильські острови, Зондська дуга (гора Батур), Тонга та Південні Сандвічеві острови. Прикладами дацитового магматизму на активних континентальних околицях є Каскадні гори, Гватемала та Анди (Еквадор і Чилі).
У континентальних вулканічних серіях, дацит часто зустрічається в асоціації з толеїтовими базальтами та проміжними породами. Утворює лавові потоки та дайки, інколи — масивні інтрузії у центрі вулкана.
Типовою місцевістю дациту є кар'єр Гізелла поблизу Поєнь (комуна, Клуж) Румунія. Інші поширення дациту в Європі: Німеччина (Вайзельберг), Греція (Нісірос і Тера), Італія (у бозенському кварц-порфірі та Сардинія), Австрія (Штирійська вулканічна дуга), Шотландія (Аргайл), Словаччина, Іспанія (Ель Хоясо поблизу Альмерії, Франція (Масив Естерель) та Угорщина (Пагорб Чоді).
За межами Європи знахідки дациту: Іран, Марокко, Нова Зеландія (вулканічний регіон Таупо), Туреччина, США та Замбія.
Поширений також на Кавказі, в Казахстані, Середній Азії. В Україні — на Закарпатті. 
Дацит знайдений позаземно в кальдері Нілі-Патера в Syrtis Major Planum на Марсі, а також на Місяці.

## Використання
Використовується як будівельний камінь. Зокрема, для підлогових покриттів та бруківки. Існують кольорові варіанти, які століттями використовувалися як дорогоцінні камені.